# Дърмени
Дърмени (на македонска литературна норма: Дрмени) е село в община Ресен, Северна Македония.

## География
Селото е разположено южно от Ресен и северно от Преспанското езеро.

## История
В XV век в Дърмани са отбелязани поименно 7 глави на домакинства. В XIX век Дърмени е село в Битолска кааза, Нахия Горна Преспа на Османската империя. Селската църква „Свети Георги“ е от 1811 година. В „Етнография на вилаетите Адрианопол, Монастир и Салоника“, издадена в Константинопол в 1878 година и отразяваща статистиката на населението от 1873 година, Дърмени (Drméni) е посочено като село със 100 домакинства и 190 жители мюсюлмани и 85 българи.
Според статистиката на Васил Кънчов („Македония. Етнография и статистика“) от 1900 година Дърмени има 415 жители българи християни и 225 българи мохамедани.
На Етнографската карта на Битолския вилает на Картографския институт в София от 1901 година Дърмени е смесено село българи, албанци и власи в Битолската каза на Битолския санджак със 126 къщи.
По време на Илинденското въстание селото е нападнато от турски аскер и са убити Тасе Шутафев, Тасе Вельов и Васил Гьорев.
В началото на XX век жителите на селото е под върховенството на Българската екзархия. По данни на секретаря на екзархията Димитър Мишев („La Macédoine et sa Population Chrétienne“) през 1905 година в Дърмени има 664 българи екзархисти и функционира българско училище. Българската църква „Св. Георги“ е построена през 1871 година.
При избухването на Балканската война в 1912 година 2 души от селото са доброволци в Македоно-одринското опълчение.
Според преброяването от 2002 година селото има 416 жители.
| Националност     | Всичко |
| северномакедонци | 404    |
| албанци          | 0      |
| турци            | 12     |
| цигани           | 0      |
| власи            | 0      |
| сърби            | 0      |
| бошняци          | 0      |
| други            | 0      |

## Личности
Родени в Дърмени
- Кръсте Стоянов (1880 – 1905), български книгоиздател, син на Калчо Стоянов и брат на Нанчо Калчев
- Нанчо Калчев (1867 – 1910), български книгоиздател, син на Калчо Стоянов и брат на Кръсте Стоянов
- Спиро Олчев (1870 – 1954), български революционер войвода на ВМОРО
- Христо Олчев (1867 – 1926), български книгоиздател
- Георги Ставрев, български революционер, македоно-одрински опълченец, Трета рота на Шеста охридска дружина, Сборна партизанска рота – МОО[13]
- Георги Темелков, български революционер, македоно-одрински опълченец, Първа рота на Девета велешка дружина[14]

## Други
- Стоян Олчев (1895 – 1934), български писател, по произход от Дърмени